# Старое Барышево
Старое Барышево — село в Камско-Устьинском районе Татарстана. Административный центр Старобарышевского сельского поселения.

## География
Село расположено на реке Сухая Улема, в 46 км к северо-западу от пгт Камское Устье.

## История
Известно с 1646. В 18 — 1-й пол. 19 вв. жители относились к категории государственных крестьян. Занимались земледелием, разведением скота. В нач. 20 в. в селе располагалось волостное правление; функционировали 2 мечети (были построены в 1882 и 1909), мектеб, ссудосберегательное товарищество, мятно-маслодельный и воскобойный заводы, кузница, кож. заведение, вод. мельница, крупообдирка, 9 мелочных лавок. В этот период земельный надел сельской общины составлял 1363 десятин. До 1920 село являлось центром Старо-Барышевской волости Тетюшского уезда Казанской губернии. С 1920 в составе Тетюшского, с 1927 — Буинского кантонов ТАССР. С 10.8.1930 в Камско-Устьинском, с 10.2.1935 в Теньковском, с 16.7.1958 в Камско-Устьинском, с 1.2.1963 в Тетюшском, с 12.1.1965 в Камско-Устьинском районах.
В «Списке населенных мест по сведениям 1859 года», изданном в 1866 году, населённый пункт упомянут как казённая деревня Старое Барышово (Волгузина) 1-го стана Тетюшского уезда Казанской губернии. Располагалась при реке Малой Улеме, по левую сторону Казанского торгового тракта, в 40 верстах от уездного города Тетюши и в 35 верстах от становой квартиры в казённом селе Новотроицкое (Сюкеево). В деревне, в 114 дворах проживали 620 человек (309 мужчин и 311 женщин), была мечеть.

## Население
| \| 1859[1] \| 1884[1] \| 1897[1] \| 1908[1] \| 1920[1] \| 1926[1] \| 1949[1] \| \| ------- \| ------- \| ------- \| ------- \| ------- \| ------- \| ------- \| \| 698 \| ↗968 \| ↗1195 \| ↗1395 \| ↗1458 \| ↘1000 \| ↘641 \| \| 1958[1] \| 1970[1] \| 1979[1] \| 1989[1] \| 2002[1] \| 2008[1] \| \| \| ↘441 \| ↘396 \| ↘322 \| ↘227 \| ↗231 \| ↘204 \| \| 250 500 750 1000 1250 1500 1897 1958 2008 |      |       |       |       |       |      |
| 1859 | 1884 | 1897  | 1908  | 1920  | 1926  | 1949 |
| 698 | ↗968 | ↗1195 | ↗1395 | ↗1458 | ↘1000 | ↘641 |
| 1958 | 1970 | 1979  | 1989  | 2002  | 2008  |      |
| ↘441 | ↘396 | ↘322  | ↘227  | ↗231  | ↘204  |      |

## Инфраструктура
Средняя школа, дом культуры, библиотека. Мечеть.

## Хозяйство
Полеводство, молочное скотоводство.